# John MacLeod
John Matthew MacLeod (New Albany, Indiana, 3 de octubre de 1937-14 de abril de 2019) fue un entrenador de baloncesto estadounidense que dirigió durante dieciocho temporadas equipos en la NBA y otras catorce a equipos de la NCAA.

## Trayectoria deportiva

### Oklahoma Sooners
Tras una temporada como entrenador asistente, se hizo cargo de los Oklahoma Sooners de la Universidad de Oklahoma en 1967, dirigiendo al equipo durante 6 temporadas, logrando 90 victorias y 69 derrotas. En 1971 consiguió 19 victorias, en ese momento la segunda mejor marca del equipo de la historia, tras las 24 logradas en 1947.

### NBA
En 1973 fichó como entrenador de los Phoenix Suns, donde permaneció durante 13 temporadas y media, igualando con Al Attles, exentrenador de Golden State Warriors como la segunda mayor longevidad como entrenador en un mismo equipo, sólo superados por Red Auerbach, que dirigió 16 temporadas consecutivas a los Boston Celtics.
Su mayor éxito lo alcanzó en la temporada 1975-76, donde pese a acabar tercero en la División Pacífico, acabó siendo el campeón de la Conferencia Oeste, perdiendo en las Finales de la NBA ante Boston Celtics por 4-2.
En 1987 fichó como entrenador principal de los Dallas Mavericks, reemplazando en el puesto a Dick Motta, convirtiéndose en el segundo entrenador de la historia del equipo. En su primer año con los Mavs, los clasificó para los playoffs, perdiendo en las finales de la Conferencia Oeste ante Los Angeles Lakers por un apretado 4-3. Pero al año siguiente el equipo no logró entrar en la lucha por el título, y poco después de comenzada la temporada 1989-90 fue despedido, siendo reemplazado por Richie Adubato. Pocos días después se hizo cargo del banquillo de New York Knicks, sustituyendo a Stu Jackson. Allí acabó la temporada, con 32 victorias y 35 derrotas, clasificando a su equipo para los playoffs, donde caerían en primera ronda ante Chicago Bulls.

### Notre Dame
En 1991 regresó a la NCAA para hacerse cargo del banquillo de los Fighting Irish de la Universidad de Notre Dame, donde a lo largo de 8 temporadas ganó 90 encuentros, perdiendo 69, no logrando clasificar a su equipo en ninguna ocasión para la lucha por el título.

### Entrenador asistente en la NBA
En 1999 fichó como entrenador asistente por los Phoenix Suns a las órdenes de Scott Skiles, donde permaneció dos temporadas, para posteriormente ocupar el mismo puesto en Denver Nuggets durante tres más, retirándose al finalizar la temporada 2005-06 en el banquillo de los Golden State Warriors.